# Afritz am See
Afritz am See is een gemeente in de Oostenrijkse deelstaat Karinthië, en maakt deel uit van het district Villach-Land.
Afritz am See telt 1487 inwoners.

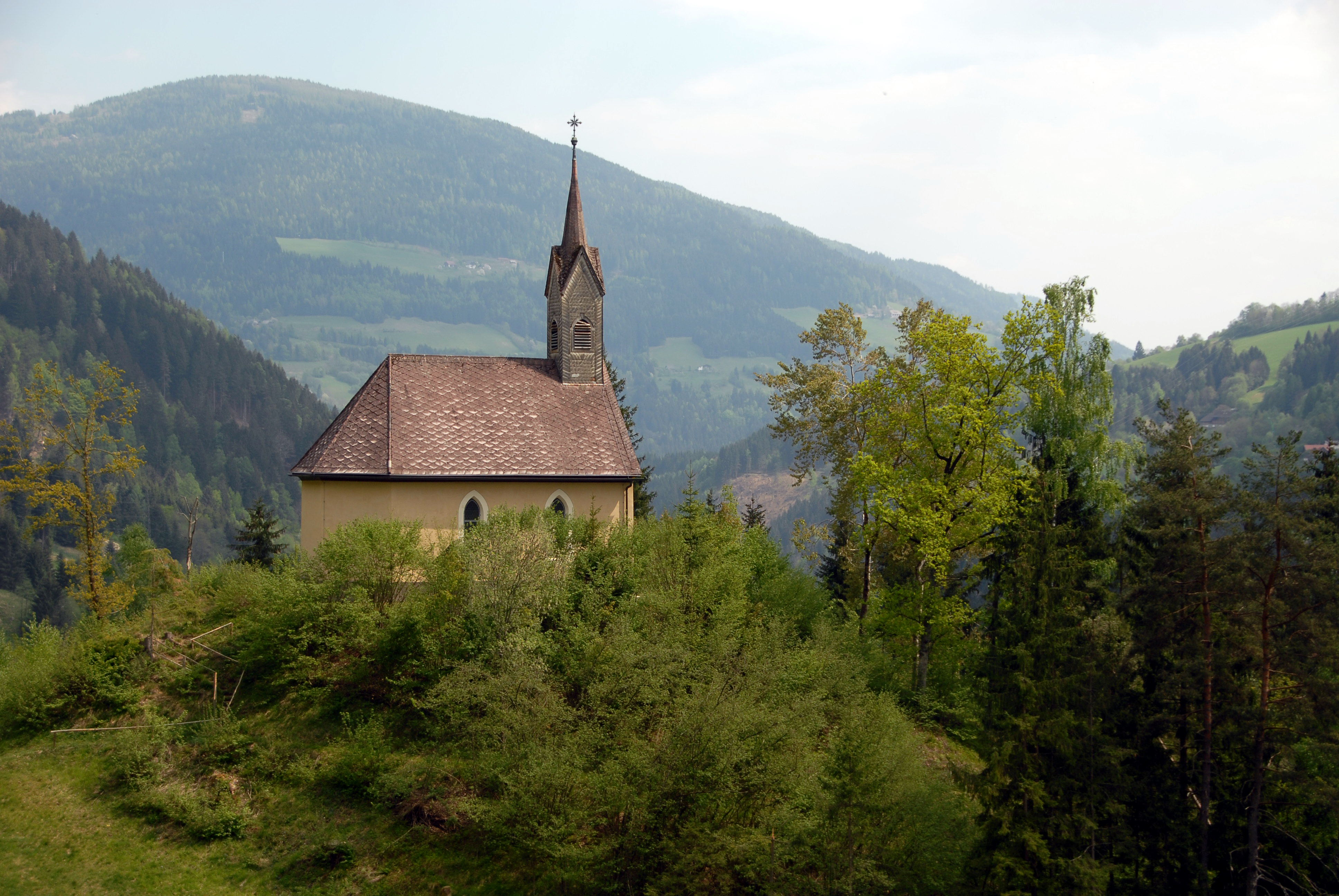
Calvariebergkapel
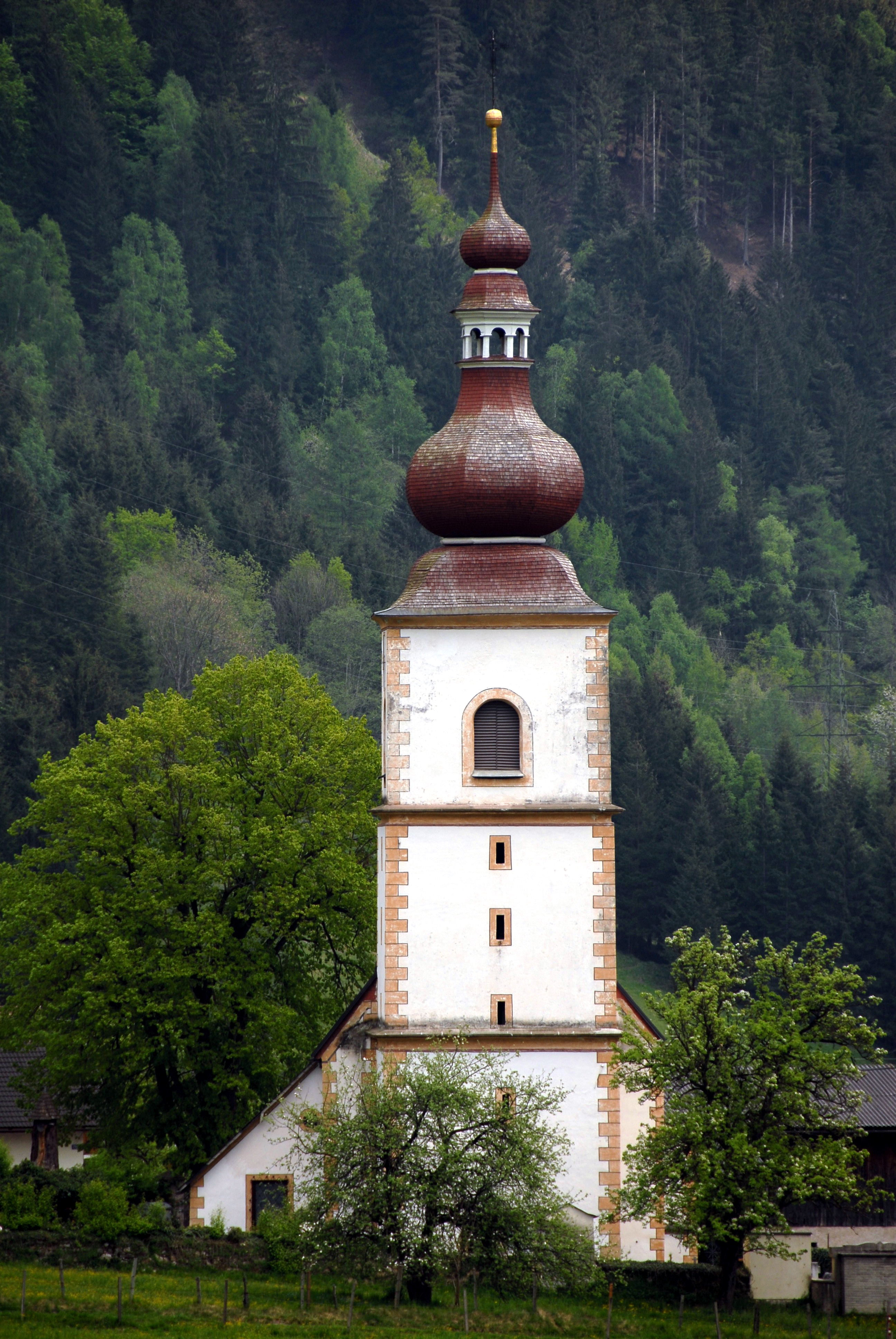
Parochiekerk van de heilige Nicolaas
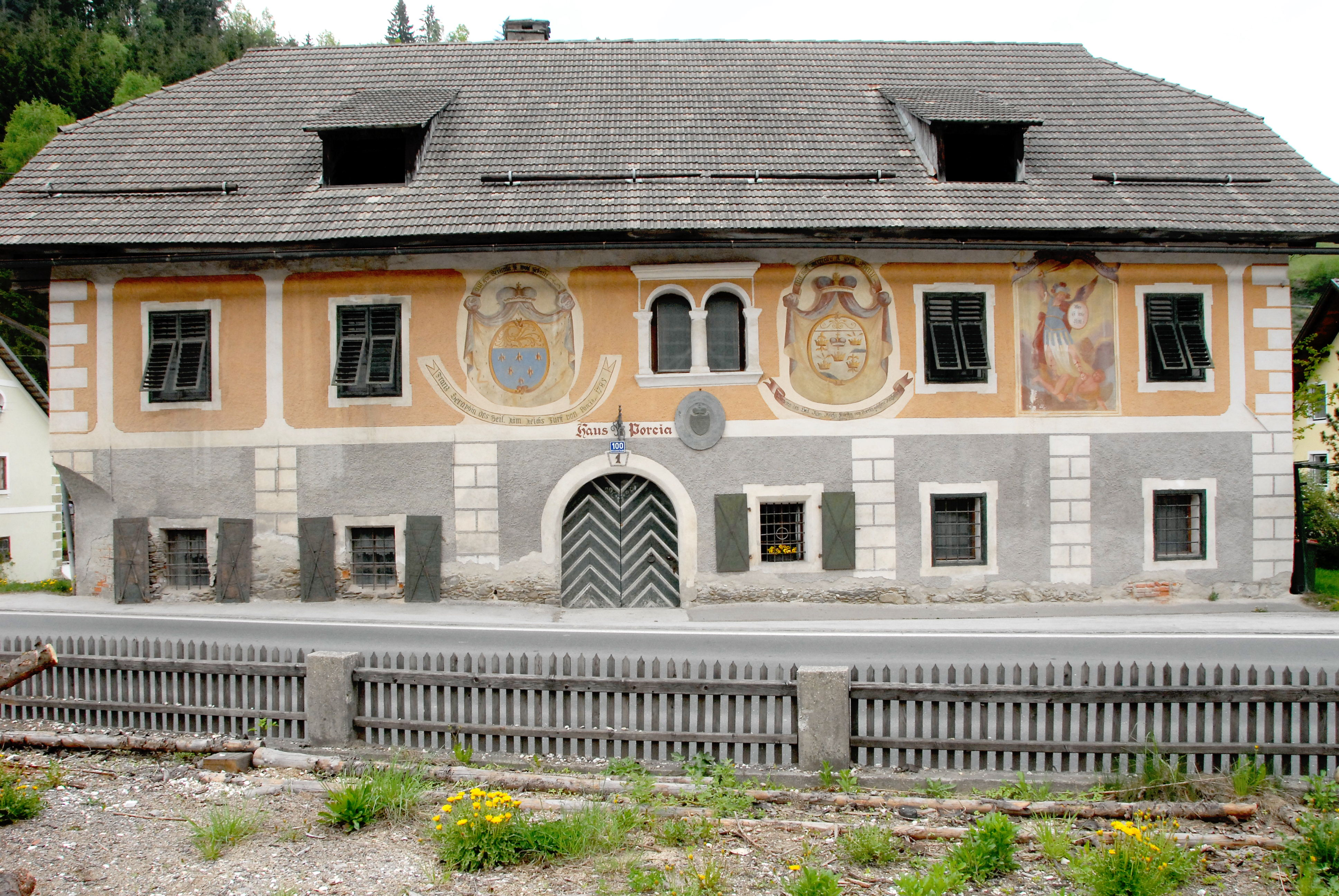
Pension Porcia
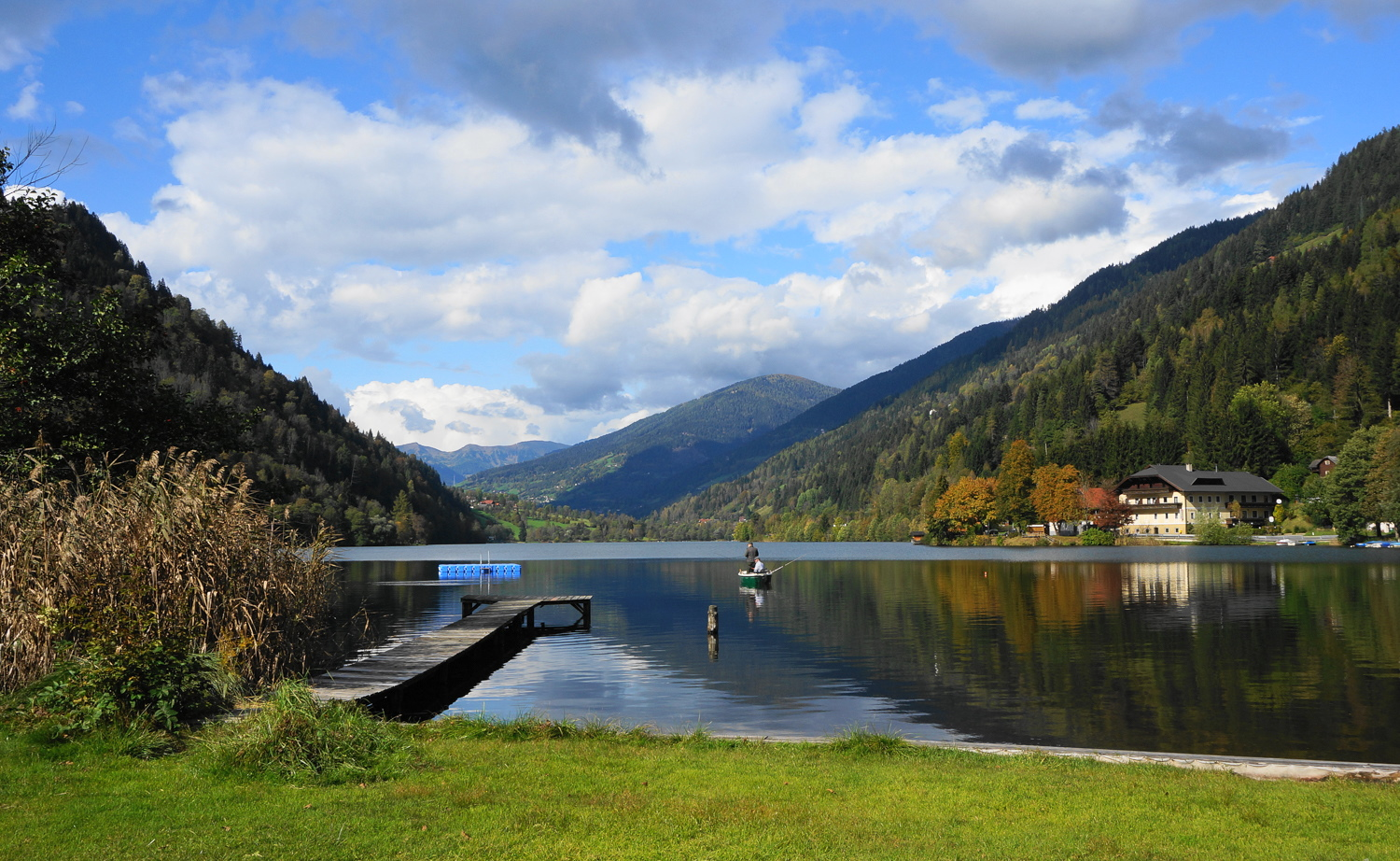
Afritzer See

Afritz am See · Arnoldstein · Arriach · Bad Bleiberg · Feistritz an der Gail · Feld am See · Ferndorf · Finkenstein am Faaker See · Fresach · Hohenthurn · Nötsch im Gailtal · Paternion · Rosegg · St. Jakob im Rosental · Stockenboi · Treffen am Ossiacher See · Velden am Wörther See · Weißenstein · Wernberg
- Gemeinsame Normdatei: 4210377-0
- Library of Congress Control Number: n91051287
- Nationale Bibliotheek van Israël: 987007565102005171
- Virtual International Authority File: 135005903